# بطولة أمريكا الجنوبية لكرة الطائرة للرجال 1975
أقيمت بطولة أمريكا الجنوبية لكرة الطائرة للرجال 1975 في نسختها الحادية عشر في أسونسيون في الباراغواي.

## الترتيب النهائي
| المركز | المنتخب    |
| ------ | ---------- |
|        | البرازيل   |
|        | فنزويلا    |
|        | الأرجنتين  |
| 4      | الأوروغواي |
| 5      | باراغواي   |
| 6      | تشيلي      |
| 7      | كولومبيا   |
| 8      | بيرو       |

1. 1 2 3 4 5 6 7 8 9  "Sud. Mayores - Masculino". كونفدرالية أمريكا الجنوبية لكرة الطائرة. اطلع عليه بتاريخ 2023-11-20.